# Nikkaluokta
Nikkaluokta (Noord-Samisch: Nihkkáluokta) is een klein dorp (ongeveer 10 inwoners in 2006) binnen de gemeente Gällivare, op de grens met de gemeente Kiruna. Het Saamidorp ligt erg afgelegen en is moeilijk bereikbaar; de dichtstbijzijnde plaats (66 km!) van enige betekenis is Kiruna zelf, de enige weg ernaartoe is redelijk begaanbaar, maar heeft te lijden onder de zware weersomstandigheden (er kan 80 °C verschil zitten tussen de zomer- en wintertemperatuur). Er is een busdienst vanuit Kiruna. Het ligt aan de uiterste westpunt van het meer Paittasjärvi, dat samen met Kaalasjärvi langs de weg naar het dorp ligt.
Nikkaluokta ligt op de trekkersroute van de Saami met hun rendieren en geldt daarbij als een verzamelplaats om onderling ervaringen uit te wisselen. Het is dan ook een Saami-offerplaats. Op deze offerplaats is een kapel neergezet, aangezien een groot deel van de Zweden en de Saami inmiddels de Lutheranisme aanhangt.

## Toerisme
Heden ten dage is Nikkaluokta voornamelijk bekend als vertrekpunt van natuurwandelingen, het ligt op de grens van een bergachtig gebied en een meergebied met bossen. Het is 5 uur stevig doorwandelen om bij het gastenverblijf onder aan de berg Kebnekaise te komen. Vandaar uit moet men dan nog doorwandelen om uiteindelijk bij het Kungsleden (Koningspad) aan te komen, een voetpad door Zweden, parallel aan de Noorse grens.

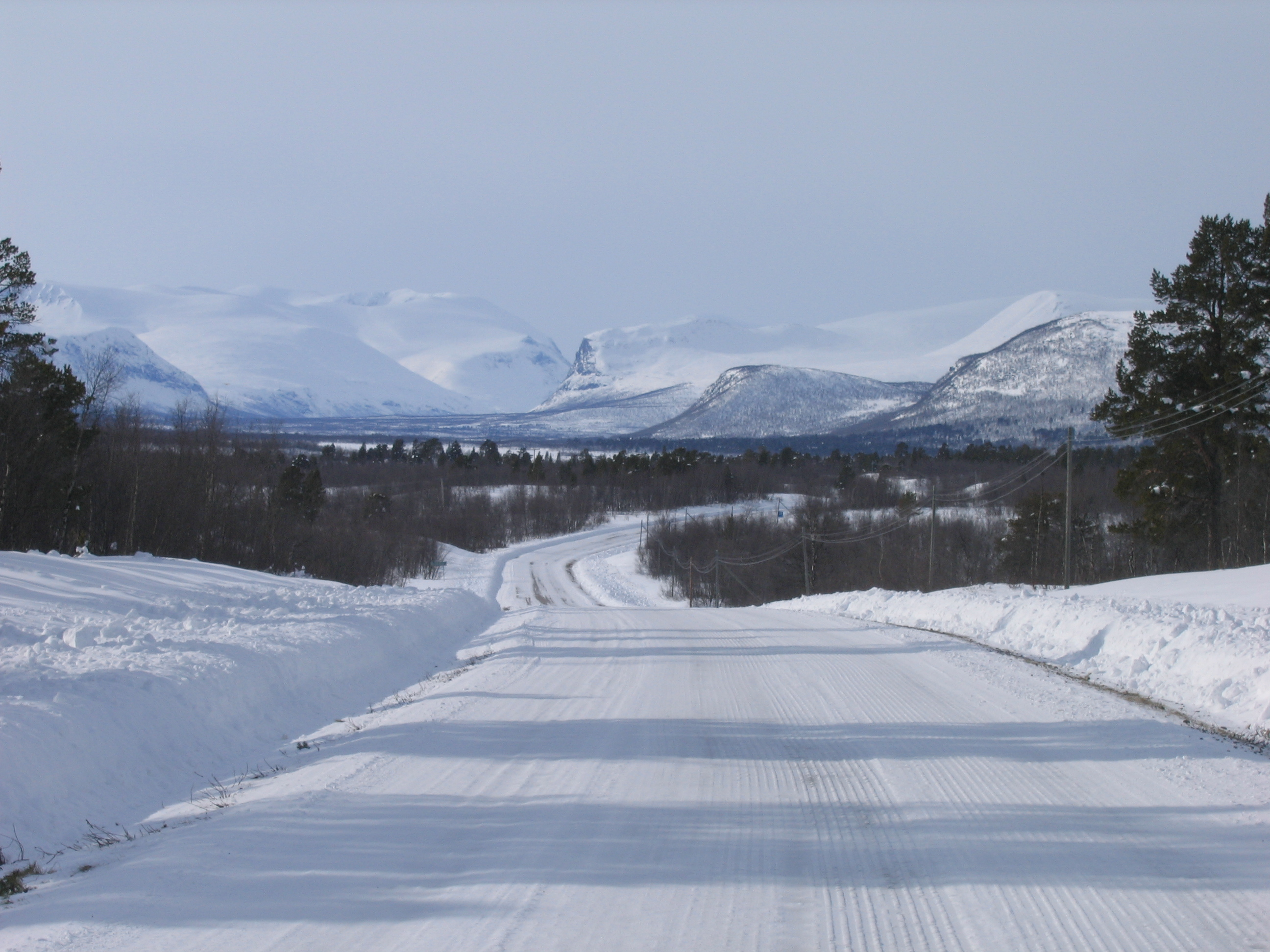
De weg naar Nikkaluokta
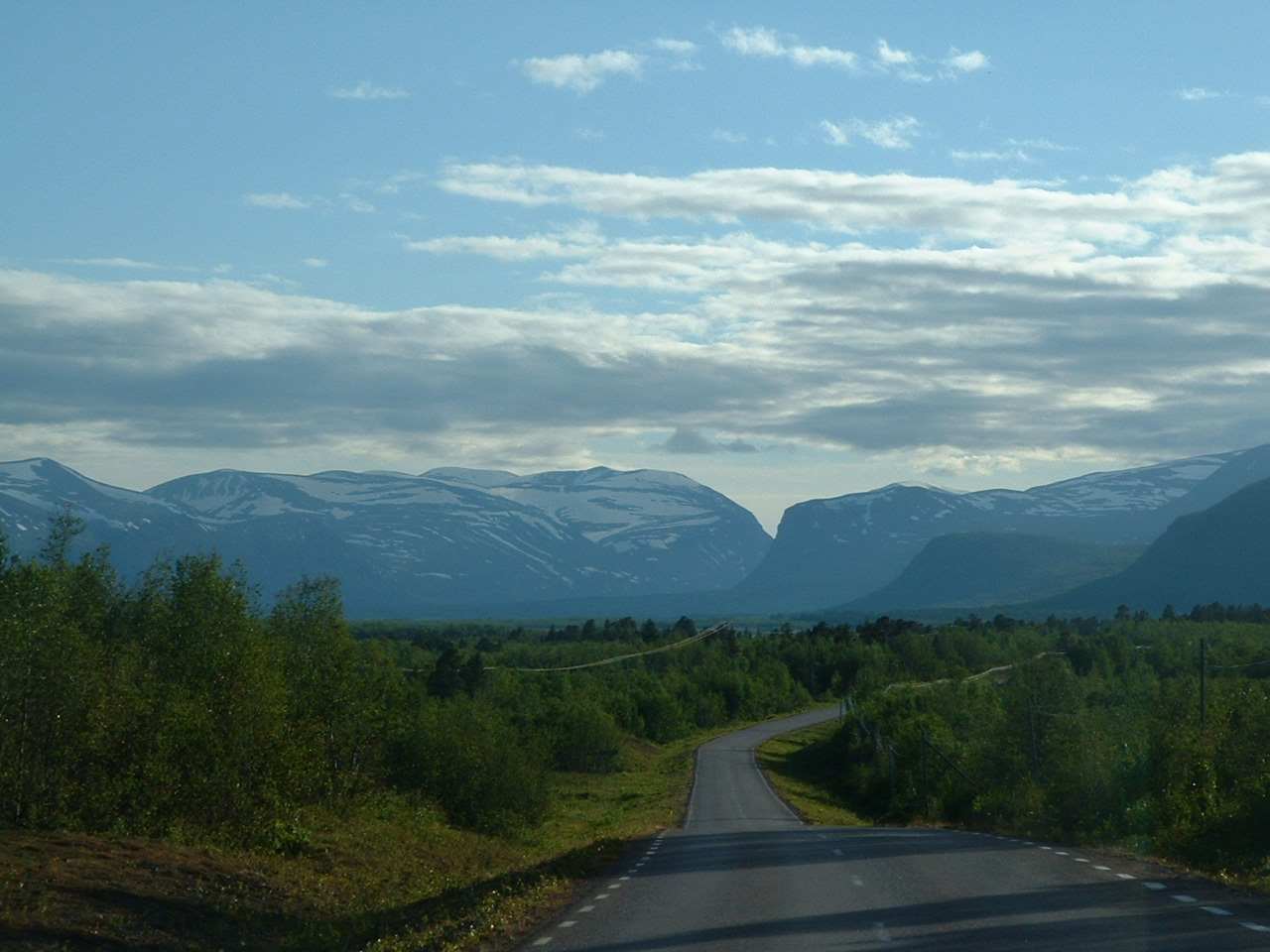
De weg naar Nikkaluokta
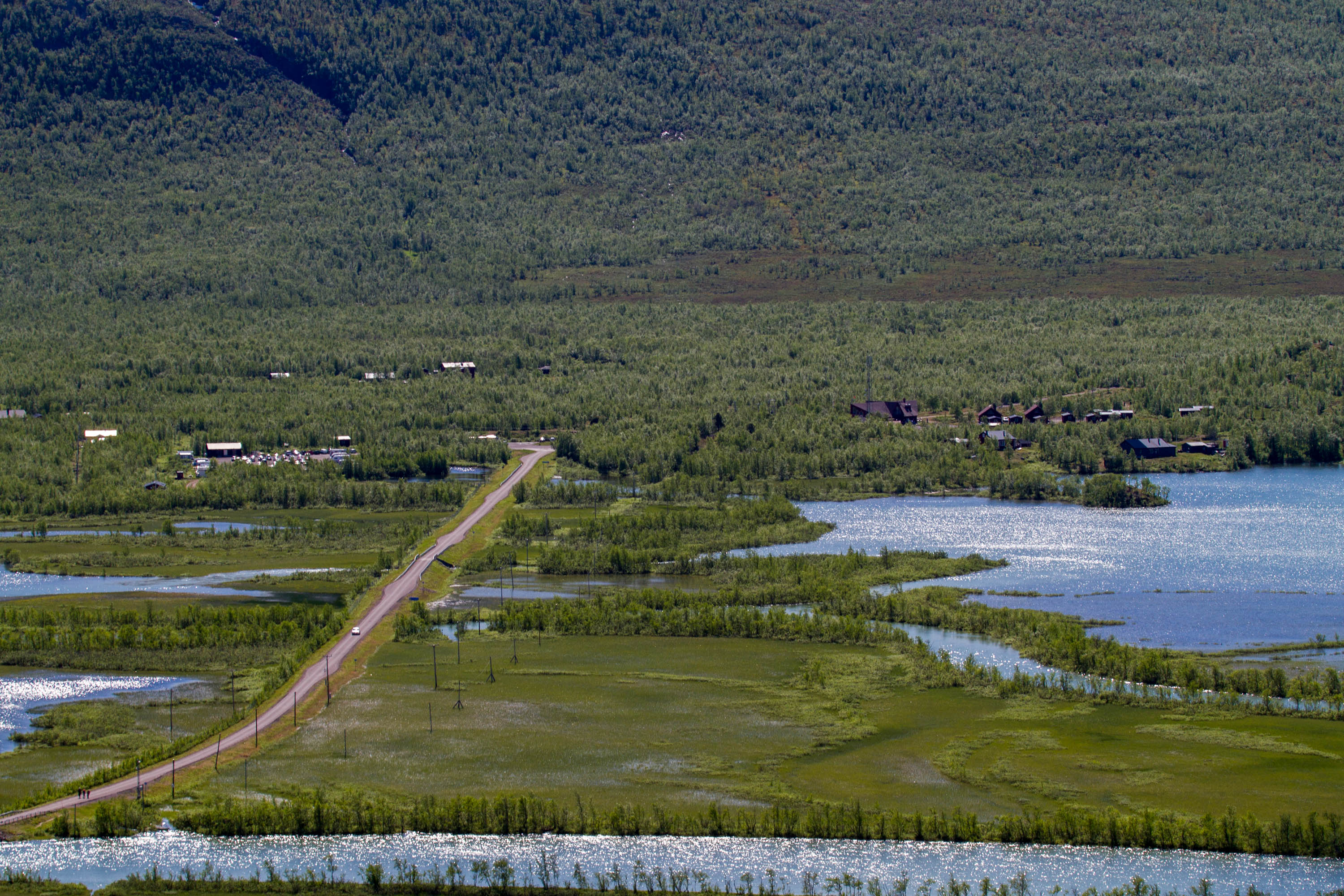
Nikkaluokta
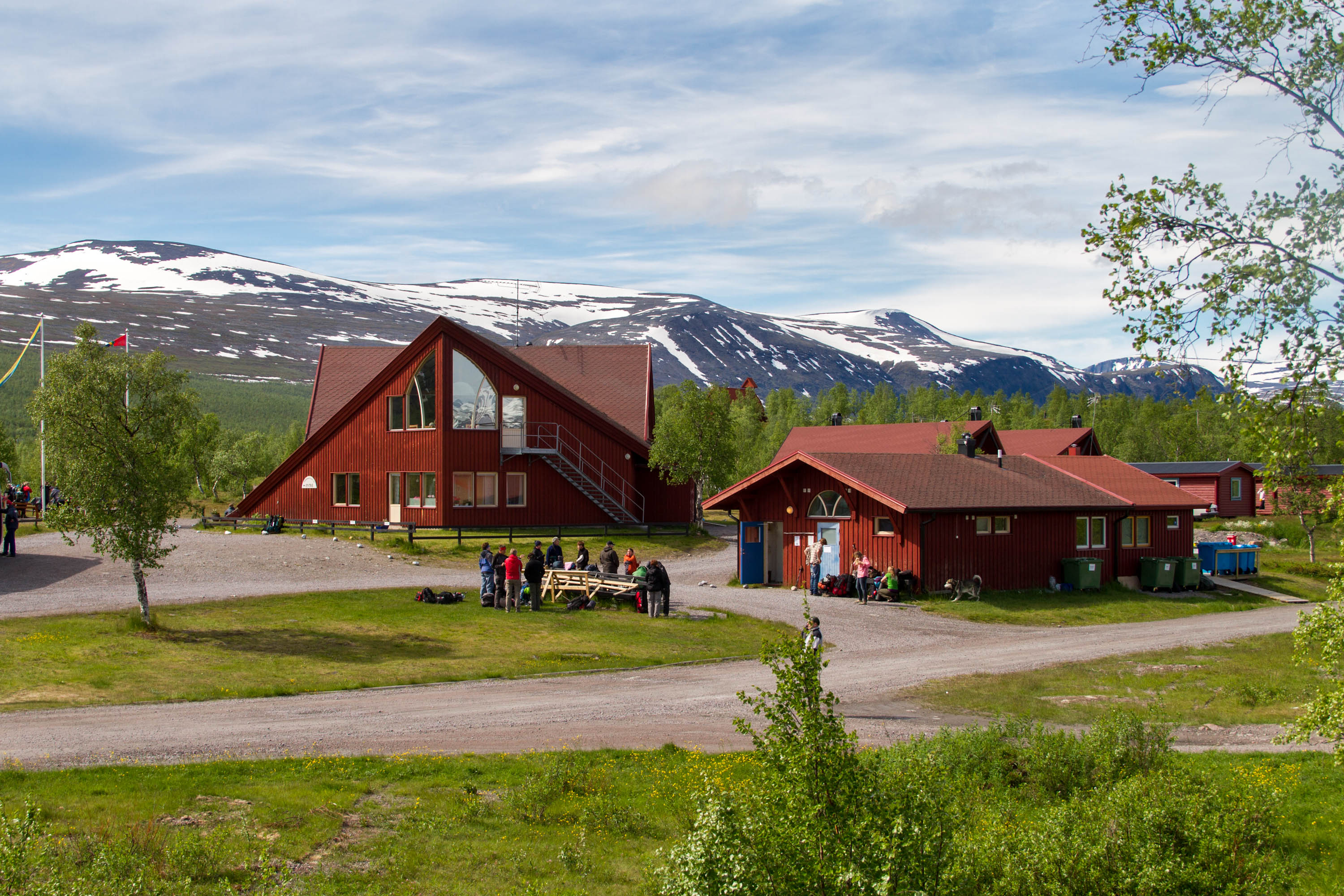
Nikkaluokta
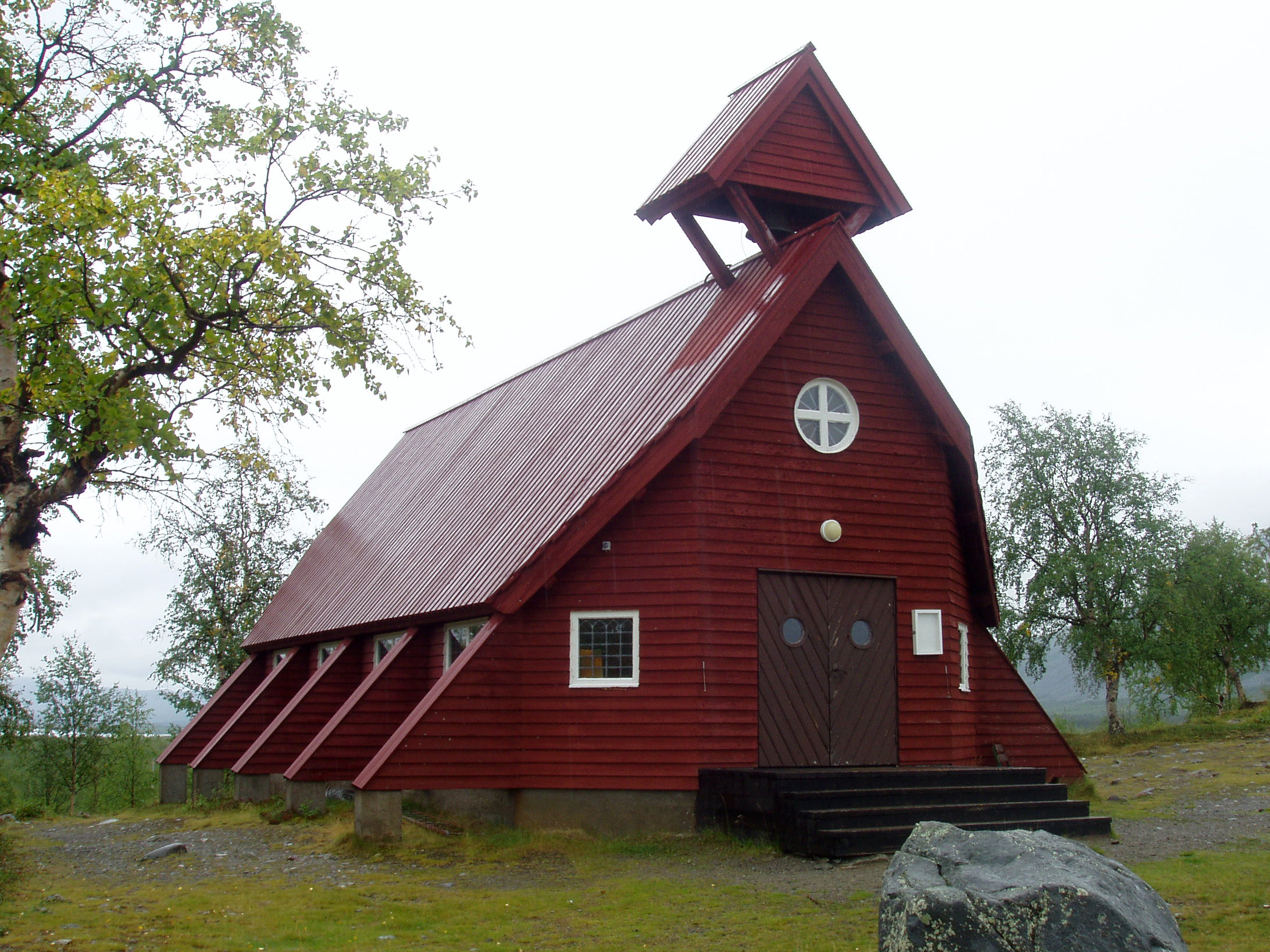
Kapel

Äijävaara · Alapää · Alavaara · Allavaara · Arro · Avvakko · Björkberget · Bönträsk · Dokkas · Fjällnäs · Flakaberg · Gällivare · Granhult · Grenselet · Grodberget · Hakkas · Härkmyran · Hornberg · Joentaus · Jutsavare · Kaalasluspa · Kääntöjärvi · Kaartijärvi · Kaartirova · Kaitum · Kattån · Keskijärvi · Killingi · Kilvo · Kilvokielinen · Koskivaara (Nattavaara) · Koskivaara (Skröven) · Koskullskulle · Kuolpa · Leipojärvi · Liikavaara · Lillsaivis · Linaälv · Malmberget · Mäntyvaara · Mårdudden · Markitta · Mettä Dokkas · Moskojärvi · Mukkavaara · Muorjevaara · Nattavaara · Nattavaara By · Neitiskaite · Neitisuanto · Nilivaara · Njarka · Norsivaara · Pahtopalo · Pålkem · Palo · Palohuornas · Pauki · Polcirkeln · Puoltikasvaara · Purnu · Purnuvaara · Raatukkavaara · Rantavaara · Ripats · Ruutti · Saanio · Sadjem · Saivorova · Sakajärvi · Sammakko-Lillberget · Sangervaara · Särkivaara · Sarvisvaara · Satter · Sjisjka · Skaulo · Skröven · Solberget · Soutujärvi · Storberget · Storsaivis · Stråberget · Suorvanen · Tidnokenttä · Tjautjas · Torasjärvi · Torrivaara · Ullatti · Urtimjaur · Vähävaara · Valtio · Vassaraträsket · Vettasjärvi · Vuottas · Yrttivaara